# Richie Mo'unga
Richard Fou'a Mo'unga (Christchurch, 25 de mayo de 1994) es un jugador neozelandés de rugby que se desempeña mayoritariamente como apertura y juega en los Toshiba Brave Lupus Tokyo de la Japan Rugby League One. Es internacional con los All Blacks desde 2018.

## Trayectoria deportiva
Juega en el Super Rugby desde el año 2016 para Crusaders; luego de la partida del histórico apertura Dan Carter se convirtió en el conductor del equipo de Christchurch y en el jugador más desequilibrante de dicha competencia donde fue campeón en 7 ediciones consecutivas entre 2017 y 2023, en los diferentes formatos y denominaciones que tuvo. 
Steve Hansen lo seleccionó a los All Blacks para participar de los test matches de mitad de año 2018 donde debutó en la victoria frente a Les Bleus. Con su buen rendimiento demostrado logró ser convocado a The Rugby Championship 2018 como suplente del titular indiscutido Beauden Barrett y aquí jugó su primer partido como titular en el triunfo ante los Pumas.
Fue confirmado nuevamente para los test matches de fin de año 2018. En total lleva 6 partidos jugados y 46 puntos marcados.
Fue seleccionado por Steve Hansen para formar parte de los All Blacks en la Copa Mundial de Rugby de 2019 en Japón donde desplegaron un brillante juego en el que ganaron todos los partidos de la primera fase excepto el partido contra Italia que formaba parte de la última jornada de la primera fase,que no se disputó debido a la llegada a Japón del Tifón Hagibis.
En cuartos de final se enfrentaron a Irlanda, partido con cierto morbo porque el XV del trébol había sido el único que había sido capaz de vencer a los All Blacks en los últimos años. Sin embargo, Nueva Zelanda desplegó un gran juego y venció por un amplio resultado de 46-14.
En semifinales jugaron ante Inglaterra donde se formó cierta polémica debido a la formación utilizada en forma de uve por el XV de la rosa a la hora de recibir la haka de los All Blacks, el partido fue posiblemente el mejor que se pudo ver en todo el campeonato, donde vencieron los ingleses por el marcador de 19-7. Coles jugó 5 partidos siendo titular en dos de ellos antes, Sudáfrica en la fase de grupos y el partido por el tercer y cuarto puesto ante Gales.

#### Participaciones en Copas del Mundo
| Mundial                       | Sede  | Resultado     | PJ | Tries |
| ----------------------------- | ----- | ------------- | -- | ----- |
| Copa Mundial de Rugby de 2019 | Japón | Tercer puesto | 5  | 0     |

## Palmarés y distinciones notables
- Super Rugby 2017
- Super Rugby 2018
- Super Rugby 2019
- Super Rugby Aotearoa 2020
- Super Rugby Aotearoa 2021
- Súper Rugby Pacific 2022
- Súper Rugby Pacific 2023
- Rugby Championship 2018
- Tri Nations 2020
- Rugby Championship 2021
- Rugby Championship 2022
- Seleccionado para jugar con los Barbarians

## Palmarés
- Campeón de The Rugby Championship de 2018,2021,2022.
- Campeón del Super Rugby de 2017,2018,2019,2020,2021,2022, 2023
- Campeón de la Mitre 10 Cup de 2013, 2015, 2016 y 2017.
- Seleccionado para  jugar con los Barbarians